# Сборная Латвии по теннису в Кубке Билли Джин Кинг
Сборная Латвии в Кубке Федерации (латыш. Latvijas Fed kausa komanda) — женская национальная сборная Латвии по теннису, представляющая страну в Кубке Федерации (позднее Кубок Билли Джин Кинг) — главном международном женском теннисном турнире на уровне национальных команд. Выступает в 1992 года, лучший результат — выход во 2-й раунд Мировой группы в 1993 году.

## Рекорды и статистика

### Команда
- Сезонов в Кубке Федерации — 30 (52—53)
  - В том числе в Мировой группе — 5 (3—5)
- Самый длинный матч — 6 часов 20 минут ( Ирландия —  Латвия 2:1, 2007)
  - Наибольшее количество геймов в матче — 118 ( США —  Латвия 3:2, 2020)
- Самая длинная игра — 3 часа 5 минут ( И. Дойл/К. Лигган —  А. Вайдере/И. Кузьмина 6:2, 6:4, 2007)
  - Наибольшее количество геймов в игре — 36 ( А. Блумберга/Л. Нейланд —  Л. Куртуа/Д. Монами 4:6, 6:4, 9:7;  А. Блумберга/Л. Нейланд —  Д. Дондит/М. Хингис 7:5, 5:7, 7:5, 1995)
- Наибольшее количество геймов в сете — 16 ( А. Блумберга/Л. Нейланд —  Л. Куртуа/Д. Монами 4:6, 6:4, 9:7)
- Самая крупная победа:
  - В матчах из 5 встреч — 4:0 по встречам, 8:1 по сетам, 55:27 по геймам ( Латвия —  Словакия, 2019)
  - В матчах из 3 встреч — 3:0 по встречам, 6:0 по сетам, 36:3 по геймам ( Латвия —  Зимбабве, 2008;  Латвия —  Исландия, 2008)
- Самая длинная серия побед — 8 (2007—2009, включая победы над командами Молдавии, Зимбабве, Исландии, Норвегии, Маврикия, Марокко, Португалии и Грузии м выход из 3-й в 1-ю Европейско-Африканскую группу)

### Игроки
- Наибольшее количество лет в сборной — 12 (Диана Марцинкевич)
- Наибольшее количество матчей за сборную — 37 (Диана Марцинкевич)
- Наибольшее количество игр — 52 (Елена Остапенко, 34—18)
- Наибольшее количество побед — 34 (Елена Остапенко, 34—18)
  - В одиночном разряде — 20 (Елена Остапенко, 20—12)
  - В парном разряде — 15 (Лариса Нейланд, 15—4; Диана Марцинкевич, 15—7); Лариса Савченко-Нейланд, выступавшая также за сборную СССР, является абсолютной рекордсменкой Кубка Федерации с 38 победами в парных встречах (общий баланс 38—7)[1]
  - В составе одной пары — 8 (Д. Марцинкевич/Е. Остапенко, 8—4)
- Самый молодой игрок — 14 лет 191 день (Катрина Бандере, 19 апреля 1999)
- Самый возрастной игрок — 36 лет 283 дня (Лариса Нейланд, 30 апреля 2003)

## Состав в 2023 году
- Даниэла Висмане
- Беатрис Зелтина
- Аделина Лачинова
- Диана Марцинкевич

Капитан — Адриан Жгун

## Недавние игры
| Год            | Этап                                           | Соперницы  | Счёт |
| -------------- | ---------------------------------------------- | ---------- | ---- |
| 15 апреля 2023 | Групповой этап I Европейско-Африканской группы | Норвегия   | 2:0  |
| 14 апреля 2023 | Групповой этап I Европейско-Африканской группы | Турция     | 0:3  |
| 13 апреля 2023 | Групповой этап I Европейско-Африканской группы | Венгрия    | 1:2  |
| 12 апреля 2023 | Групповой этап I Европейско-Африканской группы | Египет     | 3:0  |
| 10 апреля 2023 | Групповой этап I Европейско-Африканской группы | Нидерланды | 0:3  |